# 別れの予感 (テレサ・テンのアルバム)
『別れの予感』（わかれのよかん）は、テレサ・テンの日本での通算16枚目のオリジナル・アルバムである。1987年7月5日にトーラスレコードからLP盤（レコード品番：28TR-2145）とCD（規格品番：34TX-1066）形式でリリースされた。全10曲収録。
ディスクジャケット帯のキャッチコピーは「新曲「別れの予感」を含むニュー・ベスト・セレクション全10曲!!」。

## 概要
トーラスレコード移籍後にリリースした7枚目のオリジナル・アルバムとなった。新曲「別れの予感」や大ヒット曲「つぐない」・「時の流れに身をまかせ」などシングル曲と「スキャンダル」・「エレジー」の新編曲版を収録。また、本作のために書き下ろされた「Pourquoi?」・「おまもり」という2曲の完全オリジナル曲を収録。CDでは「愛人」を加えた全11曲を収録。

## 批評
CDジャーナルは、「空から空へと広がっていくこの抜けのよさには、もはや聴きほれるしかない。エキゾチシズムでもエスニックでもない。あらゆる虚飾を廃した全アジア的快感がここに凝縮されているのだ。なんてせつなく美しいんだろうってアジア情勢を思いながら言いたい。」と評した。

## 収録曲
| #         | タイトル                            | 作詞         | 作曲       | 編曲      | 時間  |
| --------- | ----------------------------------- | ------------ | ---------- | --------- | ----- |
| 1/A1.     | 「Pourquoi?（プルコワ）」           | 安井かずみ   | 佐藤隆     | 林有三    | 4:17  |
| 2/A2.     | 「ジャスミン慕情」                  | 小林和子     | 芳野藤丸   | 芳野藤丸  | 4:31  |
| 3/A3.     | 「つぐない」                        | 荒木とよひさ | 三木たかし | 川口真    | 3:48  |
| 4/A4.     | 「ワインカラーの記憶」              | 荒木とよひさ | 三木たかし | 芳野藤丸  | 4:22  |
| 5/A5.     | 「スキャンダル」                    | 荒木とよひさ | 三木たかし | 佐孝康夫  | 3:25  |
| 6/B1.     | 「時の流れに身をまかせ」            | 荒木とよひさ | 三木たかし | 川口真    | 4:07  |
| 7/B2.     | 「エレジー」                        | 飛鳥涼       | 飛鳥涼     | 芳野藤丸  | 4:18  |
| 8/B3.     | 「笑って乾杯」                      | 山口あかり   | 川口真     | 川口真    | 3:22  |
| 9/B4.     | 「おまもり」                        | 荒木とよひさ | 三木たかし | 杉村俊博  | 3:53  |
| 10/-.     | 「愛人」(CDのみ収録)                | 荒木とよひさ | 三木たかし | 川口真    | 3:44  |
| 11/B5.    | 「別れの予感 (CHINESE TITLE 襟曲)」 | 荒木とよひさ | 三木たかし | 林有三    | 4:28  |
| 合計時間: | 合計時間:                           | 合計時間:    | 合計時間:  | 合計時間: | 44:15 |